# Pays de Fougères
 (août 2025).
Motif : Absence de sources secondaires, les Pays loi Voynet ne sont pas admissibles d'office.
- Archive Wikiwix
- Bing
- Cairn
- DuckDuckGo
- E. Universalis
- Gallica
- Google
- G. Books
- G. News
- G. Scholar
- Persée
- Qwant
- (zh) Baidu
- (ru) Yandex
- (wd) trouver des œuvres sur Wikidata

| 1. | Préciser le motif de la pose du bandeau. | Précisez le motif de la pose du bandeau en utilisant la syntaxe suivante : {{admissibilité à vérifier\|date=août 2025\|motif=remplacez ce texte par le motif}}                        |
| 2. | Informer les utilisateurs concernés.     | Pensez à avertir le créateur de l'article, par exemple, en insérant le code ci-dessous sur sa page de discussion : {{subst:avertissement admissibilité à vérifier\|Pays de Fougères}} |

Le Pays de Fougères regroupait cinq communautés de communes, mais ne compte plus depuis 2016 que deux intercommunalités :
- Fougères Agglomération, une communauté d'agglomération créée par fusion de :
  - l'ancienne communauté de communes Fougères communauté,
  - l'ancienne communauté de communes Louvigné communauté et
  - sept des onze communes de l'ancienne communauté de communes du Pays de Saint-Aubin-du-Cormier (les quatre autres communes ayant quitté le Pays de Fougères pour étendre l'ancienne Communauté de communes du Pays de Liffré alors renommée Liffré-Cormier Communauté, dans le Pays de Rennes) ;
- Couesnon Marches de Bretagne, une communauté de communes créée par fusion de :
  - l'ancienne communauté de communes du canton d'Antrain,
  - l'ancienne communauté de communes du Coglais et
  - une commune issue de l'ancienne communauté de communes du Pays d'Aubigné (entrant alors dans le Pays de Fougères).

## Infos
- Superficie : 1 026 km2, soit 15,1 % du département d'Ille-et-Vilaine.
- Population : 84 160 habitants en 2014 (estimation) (+ 8,3 % entre 1999 et 2009)
- 58 communes
- de chômage en juin 2005[Combien ?]
- Mandataire:

## Galerie du pays de Fougères

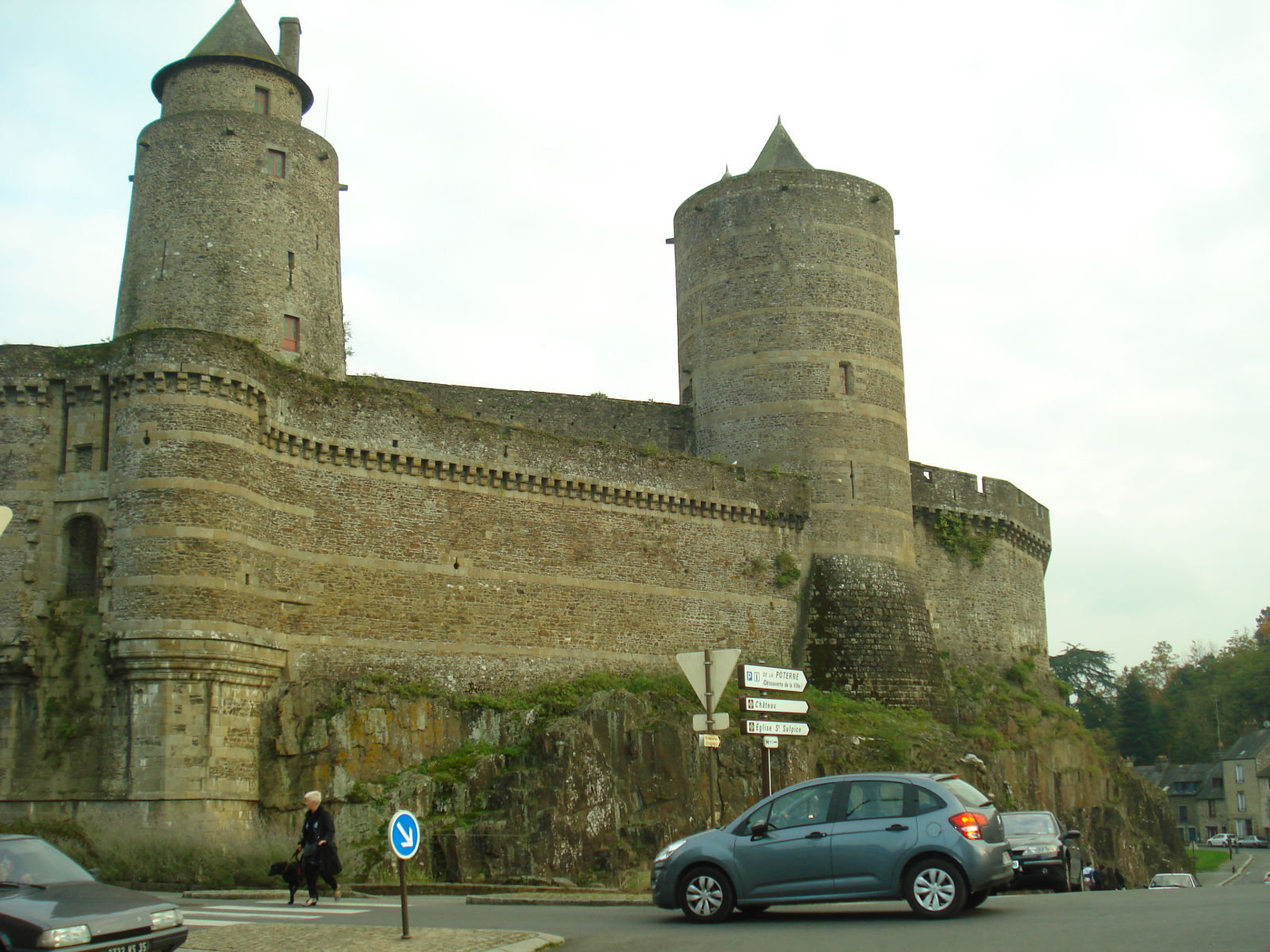
Château de Fougères
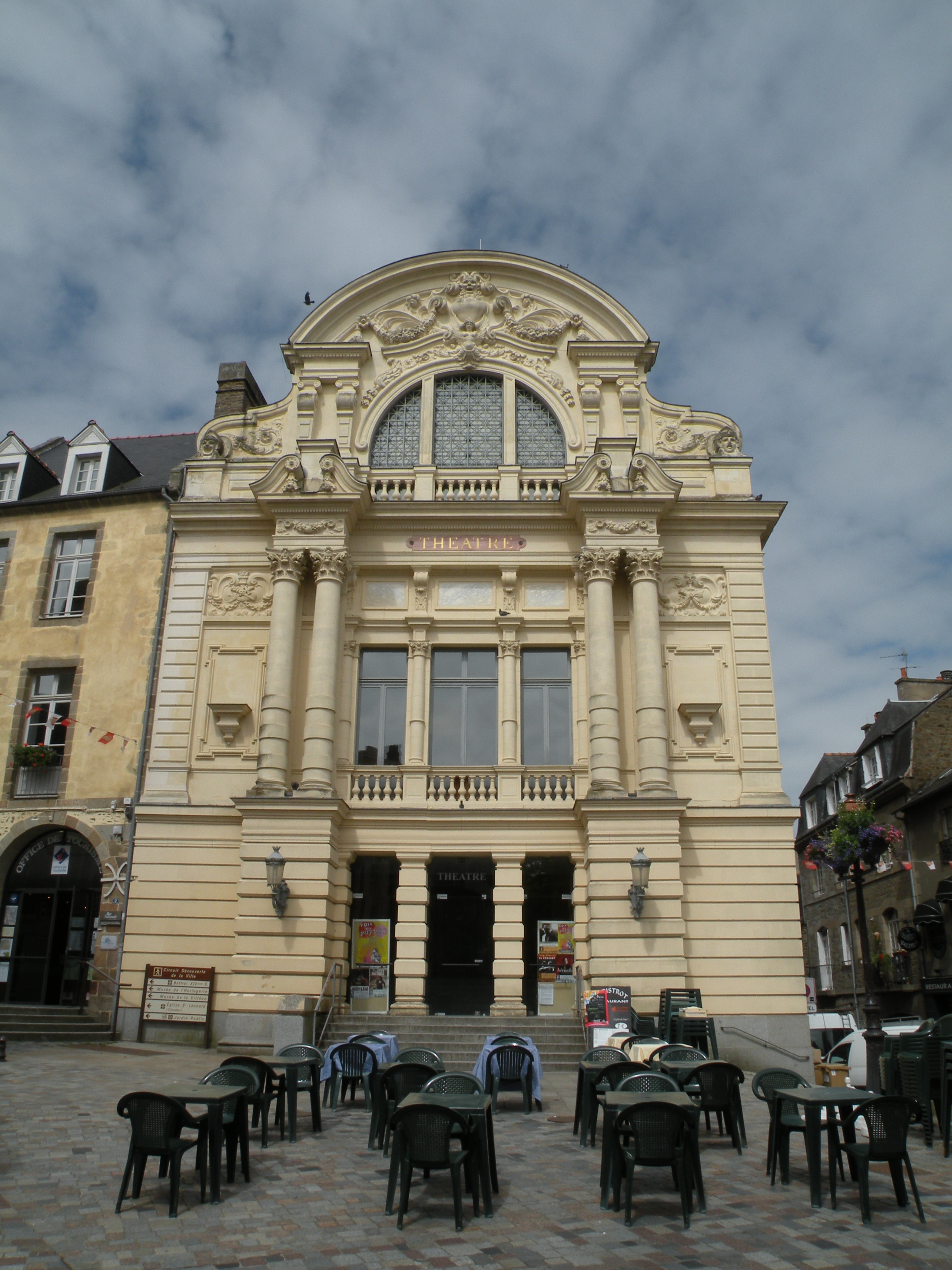
Théâtre Victor Hugo, Fougères
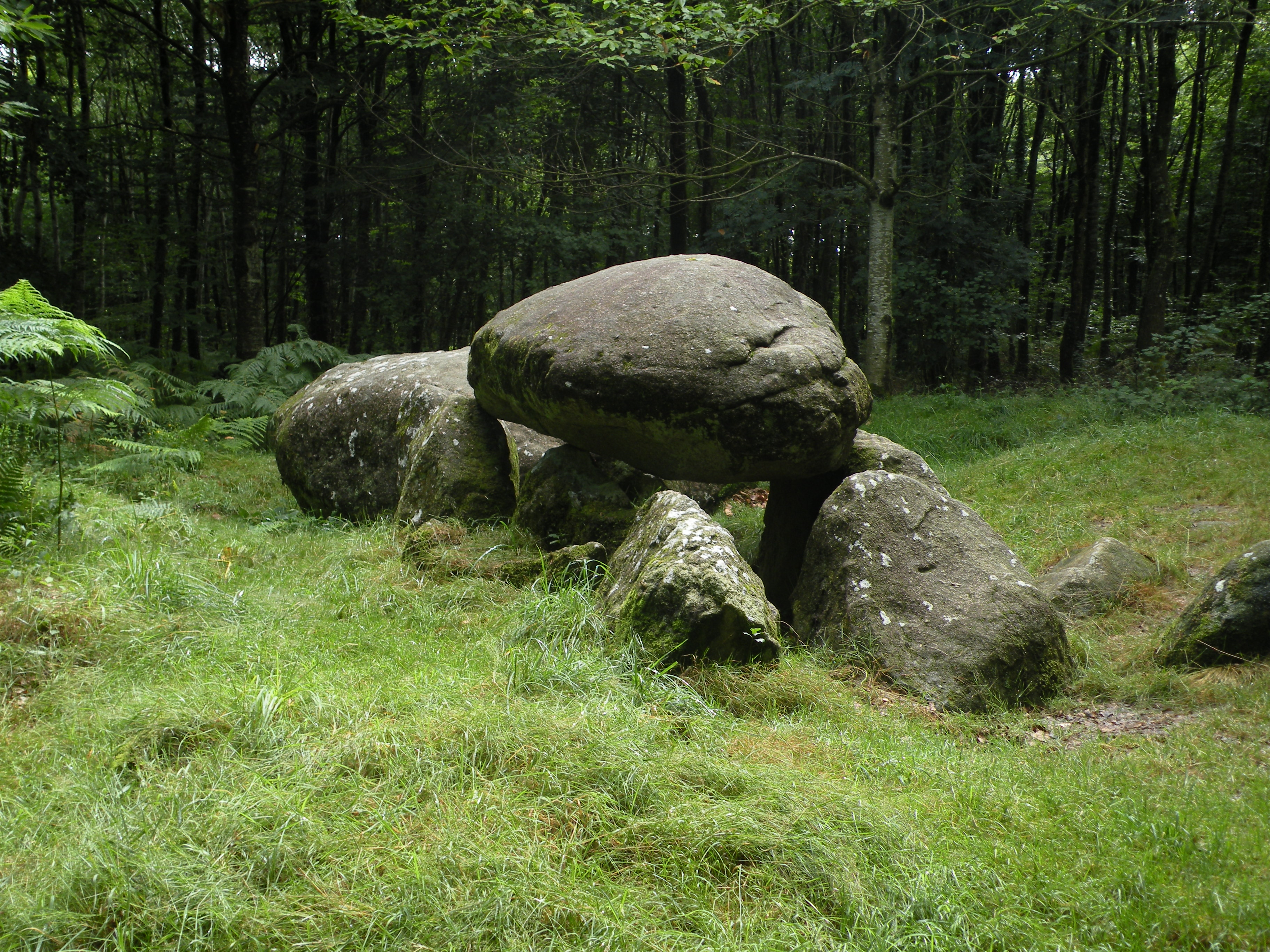
Forêt de Fougères - Landéan
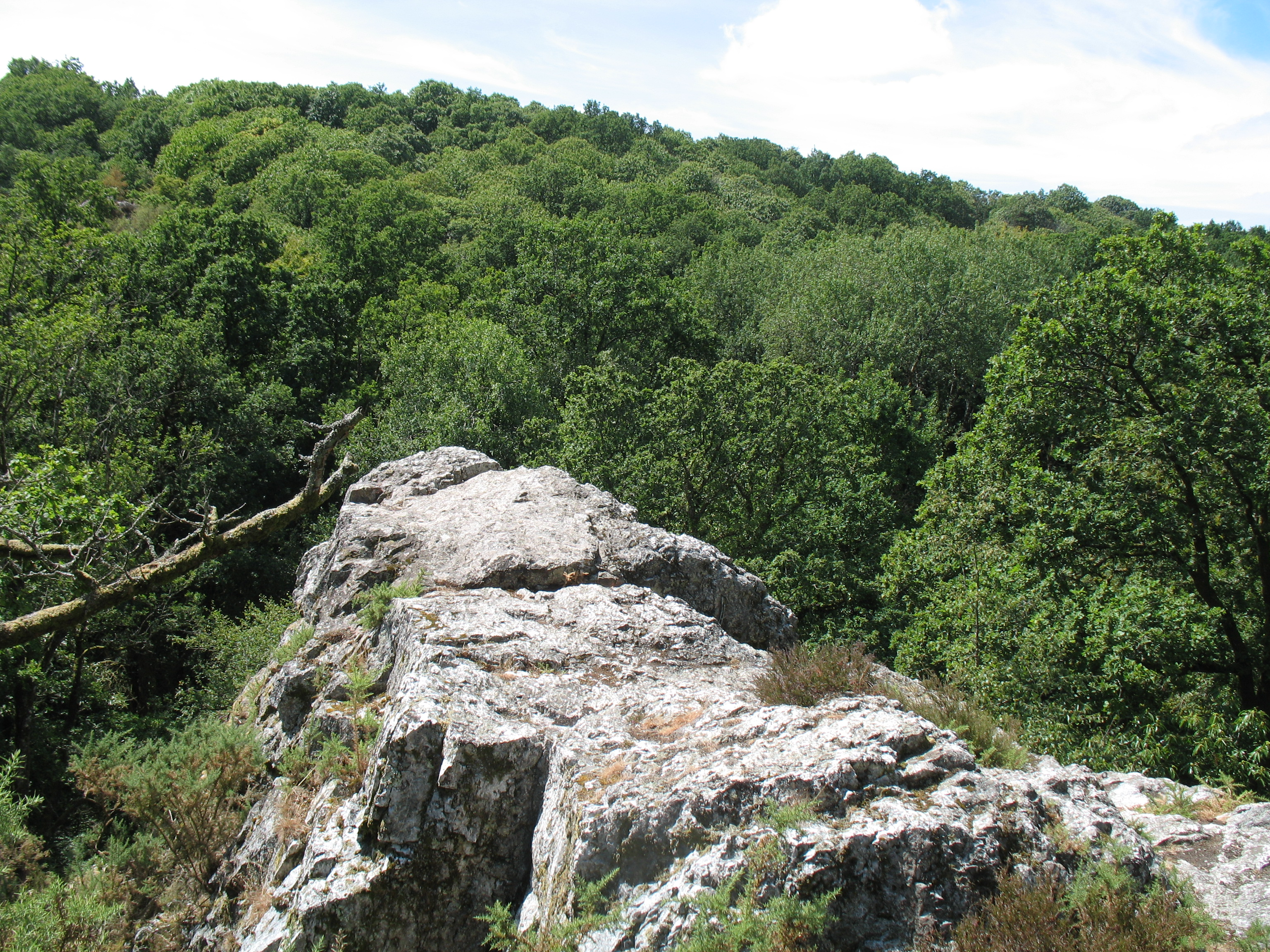
Le Saut Roland - Dompierre du Chemin
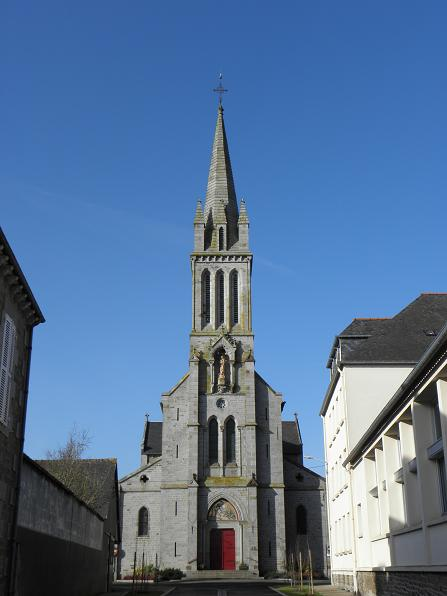
Église de Saint-Georges-de-Reintembault
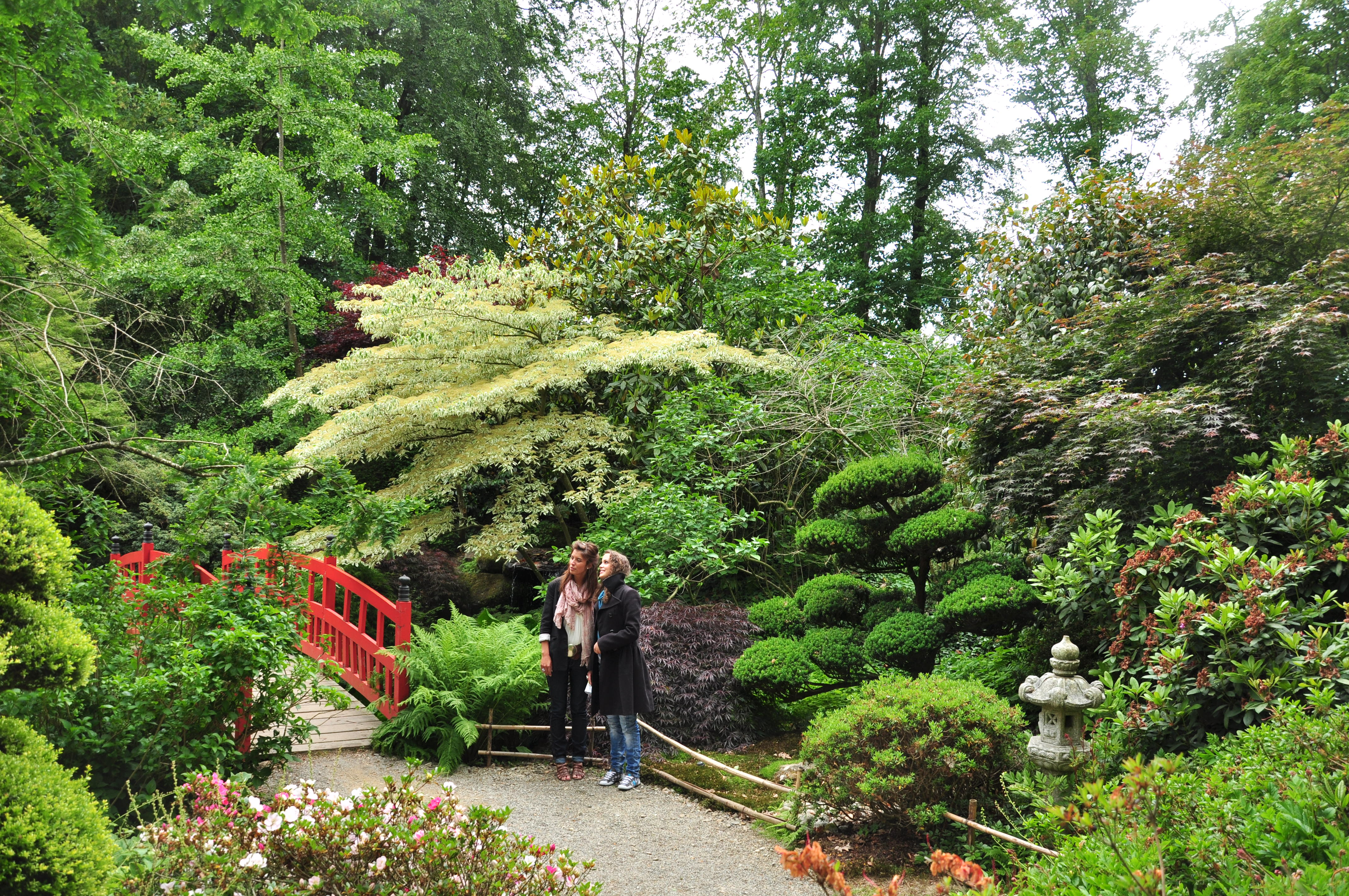
Parc botanique de Haute Bretagne - Le Chatellier
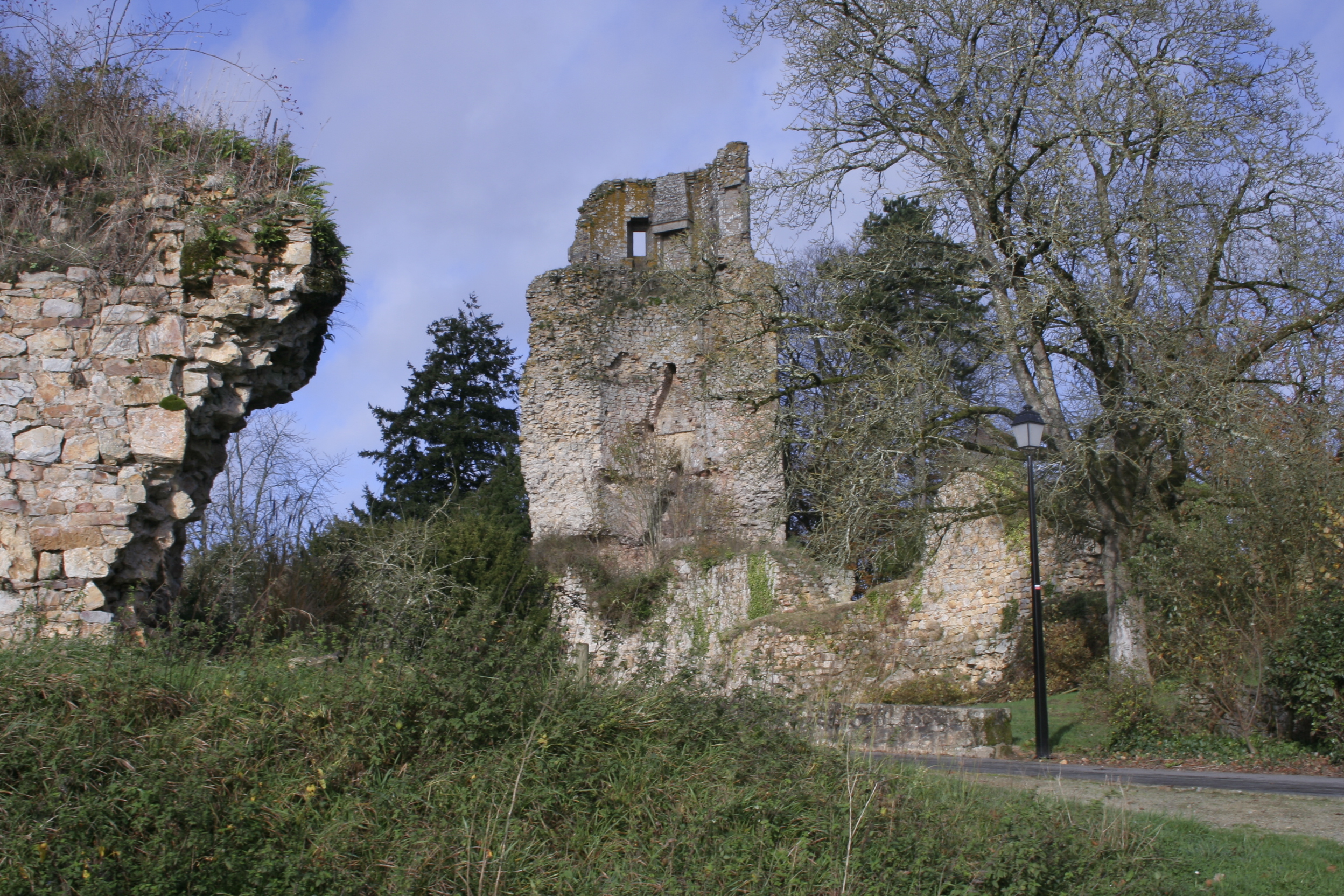
Ruines à Saint-Aubin-du-Cormier
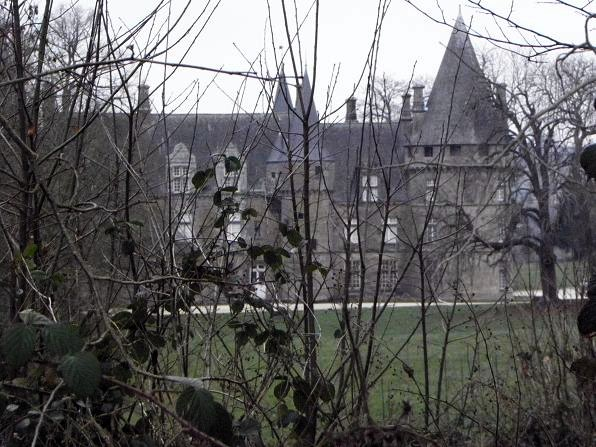
Antrain - Château de Bonnefontaine

## Les 58 communes

### Canton d'Antrain
- Antrain ;
- Bazouges-la-Pérouse ;
- Chauvigné ;
- La Fontenelle ;
- Marcillé-Raoul ;
- Noyal-sous-Bazouges ;
- Rimou ;
- Saint-Ouen-la-Rouërie ;
- Saint-Rémy-du-Plain ;
- Tremblay.

### Canton de Fougères-Nord
- Beaucé ;
- La Chapelle-Janson ;
- Fleurigné ;
- Fougères (fraction) ;
- Laignelet ;
- Landéan ;
- Le Loroux ;
- Luitré ;
- Parigné ;
- La Selle-en-Luitré.

### Canton de Fougères-Sud
- Billé ;
- Combourtillé ;
- Dompierre-du-Chemin ;
- Fougères (fraction) ;
- Javené ;
- Lécousse ;
- Parcé ;
- Romagné ;
- Saint-Sauveur-des-Landes.

### Canton de Liffré
- Livré-sur-Changeon.

### Canton de Louvigné-du-Désert
- Louvigné-du-Désert ;
- Saint-Georges-de-Reintembault ;
- La Bazouge-du-Désert ;
- Mellé ;
- Le Ferré ;
- Poilley ;
- Villamée ;
- Monthault.

### Canton de Saint-Aubin-du-Cormier
- La Chapelle-Saint-Aubert ;
- Gosné ;
- Mézières-sur-Couesnon ;
- Saint-Aubin-du-Cormier ;
- Saint-Christophe-de-Valains ;
- Saint-Georges-de-Chesné ;
- Saint-Jean-sur-Couesnon ;
- Saint-Marc-sur-Couesnon ;
- Saint-Ouen-des-Alleux ;
- Vendel.

### Canton de Saint-Brice-en-Coglès
- Baillé ;
- Le Châtellier ;
- Coglès ;
- Montours ;
- Saint-Brice-en-Coglès ;
- Saint-Étienne-en-Coglès ;
- Saint-Hilaire-des-Landes ;
- Saint-Germain-en-Coglès ;
- Saint-Marc-le-Blanc ;
- La Selle-en-Coglès ;
- Le Tiercent.